# Взрыв жилого дома в Архангельске (2004)
Взрыв жилого дома в Архангельске произошёл 16 марта 2004 года в 3:03 по московскому времени в Октябрьском районе. В результате взрыва обрушился 5-й подъезд девятиэтажного жилого дома. 58 человек погибло, из них 33 женщины, 16 мужчин и 9 детей, 170 человек были признаны пострадавшими.
25 ноября 2005 года бывший слесарь городской газовой службы 27-летний Сергей Алексейчик был признан Архангельским областным судом виновным в преступлении по части 1 статьи 205 — «терроризм», пунктам «а, е» ч. 2 ст. 105 — «убийство двух или более лиц, совершенное общеопасным способом», ч. 2 ст. 167 — «умышленное уничтожение или повреждение имущества путём взрыва» Уголовного Кодекса РФ. Он был приговорён к 25 годам лишения свободы с отбыванием наказания в исправительной колонии строгого режима. 24 января 2007 года данное решение было подтверждено Верховным судом.
По официальной версии Алексейчик, находясь в нетрезвом состоянии, в отместку за увольнение с работы вскрыл системы газоснабжения в трёх жилых домах центра Архангельска. В панельном 9-этажном доме на проспекте Советских Космонавтов это привело к взрыву и полному обрушению крайнего пятого подъезда. «Газовая» версия не была единогласно принята обществом и СМИ, многие отмечали недостаточную объективность и профессионализм в работе следователей.
11 января 2021 года Ленинским районным судом города Мурманска было зарегистрировано ходатайство отбывающего наказание в исправительной колонии № 17 (ИК-17) на территории Мурманской области Сергея Алексейчика об условно-досрочном освобождении (УДО). Суд, изучив представленные материалы (личное дело осужденного, мнения потерпевших, письменное заключение администрации ИК-17), постановил отказать в удовлетворении ходатайства Алексейчику.

## В массовой культуре
- «Спасатели. Экстренный вызов» (2004) Первый канал

- «Детективные истории» — «Месть» 2 Серии ТВЦ